# کارکس آکواتیلیس
کارکس آکواتیلیس (نام علمی: Carex aquatilis) نام یک گونه از سرده جگن است.